# Olivera Injac
Olivera Injac (Titograd, 1972) crnogorska je profesorka bezbjednosti i političarka.  Obavljala je   funkciju gradonačelnice Podgorice. Bila je ministarka odbrane Crne Gore od 4. decembra 2020. do 28. aprila 2022. godine, u Vladi Zdravka Krivokapića. 

## Biografija
Injac se rodila 1972. godine u Titogradu, u tadašnjoj SR Crnoj Gori, te SFR Jugoslaviji. Diplomirala je 1999. godine na Filozofskom fakultetu Univerziteta Crne Gore u Nikšiću, a završila je postdiplomske studije 2005. na Fakultetu političkih nauka Univerziteta Crne Gore. Magistrirala je na Fakultetu političkih nauka i doktorirala na temu „Kulturološki aspekt međunarodne bezbjednosti“ 2011. godine.
Bila je zaposlena u Ministarstvu unutrašnjih poslova Crne Gore od 2000. do 2007. godine, kao dio Službe javne bezbjednosti i Odjeljenja za analitiku, kao nezavisni savjetnik i analitičar. Na Univerzitetu Donja Gorica u Podgorici zaposlena je od 2008. godine, kao profesor bezbjednosti. Ona je jedini profesor bezbjednosti u Crnoj Gori. Zdravko Krivokapić imenovao ju je 27. novembra 2020. godine za kandidata za ministra odbrane u novom kabinetu, a položila je zakletvu 4. decembra 2020. godine. Na toj funkciji je zamenila Predraga Boškovića iz Demokratske partije socijalista. Nasledio ju je Raško Konjević iz Socijaldemokratske partije Crne Gore. Za gradonačelnicu Podgorice izabrana je 13. Aprila 2023. godine.